# Kaiserin und Königin Maria Theresia
Die SMS Kaiserin und Königin Maria Theresia war ein Panzerkreuzer der k.u.k. Kriegsmarine. Sie nahm an der Eröffnung des Nord-Ostsee-Kanals und an den internationalen Flotteneinsätzen 1897 vor Kreta während des Türkisch-Griechischen Kriegs und ab 1900 vor China nach dem Boxeraufstand teil.

Zu Beginn des Ersten Weltkriegs veraltet, diente sie von 1914 bis 1917 als Hafenwachschiff in Sebenico. 1917 außer Dienst gestellt und abgerüstet, diente die Kaiserin und Königin Maria Theresia bis zum Kriegsende als Wohnschiff der deutschen Mittelmeer-U-Boot-Flottille.

## Baugeschichte

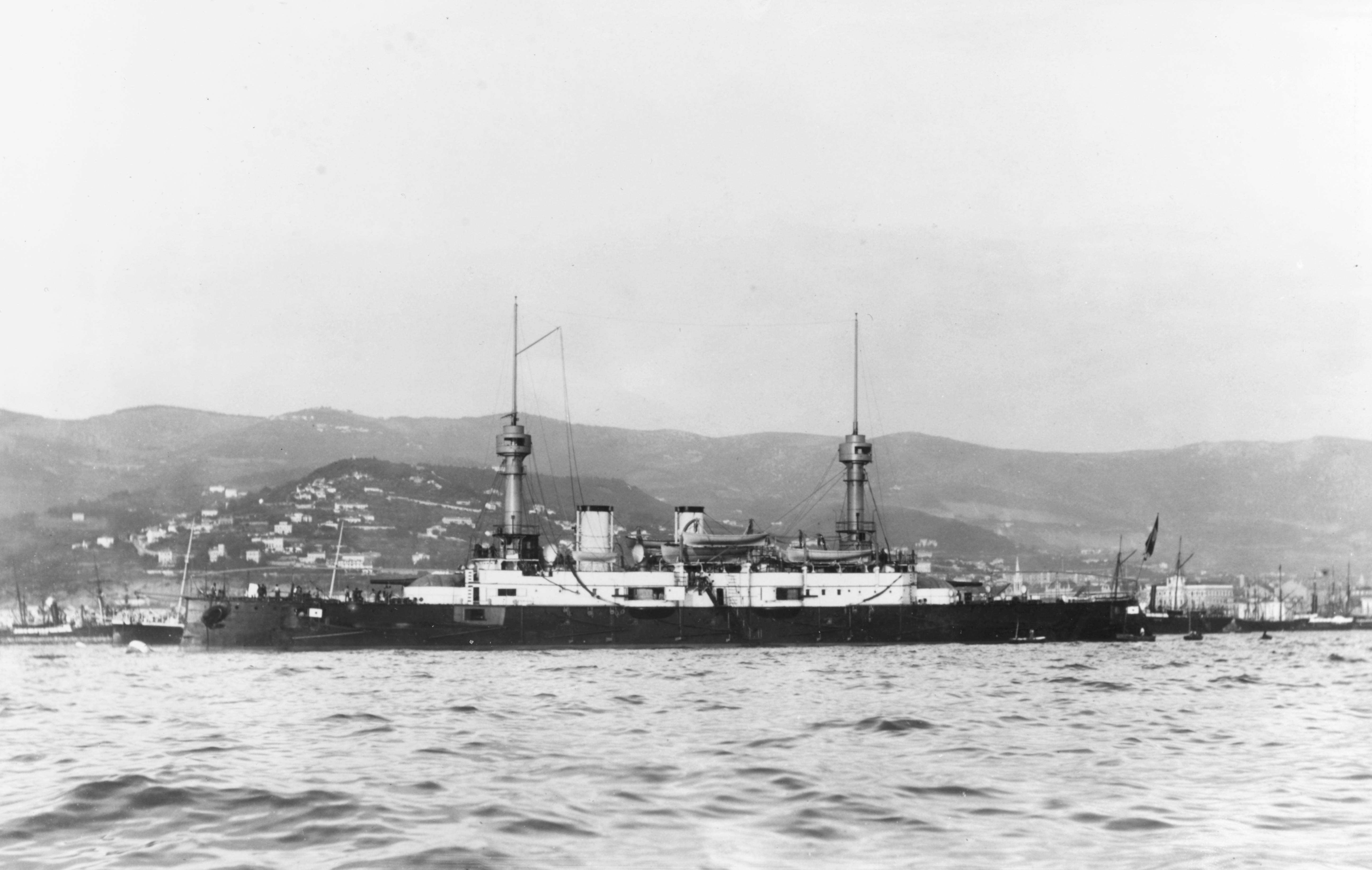
Die SMS Kaiserin und Königin Maria Theresia 1895

Die Kaiserin und Königin Maria Theresia war als Torpedo-Rammkreuzer der Kaiser Franz Joseph I.-Klasse konzipiert und als das dritte Schiff (Baunummer „C“) dieser Klasse vorgesehen. Da sich bereits während der Planungen abzuzeichnen begann, dass diese Schiffsklasse innerhalb kürzester Zeit überholt sein würde, änderte man den Entwurf erheblich. Die Wasserverdrängung wurde um 1.000 ts vergrößert, ein Seitenpanzer, stärkere Antriebsanlagen und verstärkte Mittelartillerie eingebaut.
Bei der Kaiserin und Königin Maria Theresia handelte sich um einen Panzerkreuzer mit röhrenförmigen Gefechtsmasten, der sehr stark vom französischen Panzerkreuzer Dupuy de Lome beeinflusst war. Obwohl die Tendenz dahin ging, das Schiff in England bauen zu lassen – fünf englische Werften hatten sich an dem ausgeschriebenen Wettbewerb beteiligt – erfolgte die Vergabe dann doch an die Bauwerft STT (Stabilimento Tecnico Triestino) San Rocco in Triest.
Da man über keine eigenen Kapazitäten verfügte, mussten die Geschütze von der Firma Friedrich Krupp AG in Essen gekauft werden. Zum Einbau kamen zwei 24-cm-L/35-Kanonen des Modells C/86 in Einzeltürmen. Erstmals wurde die Richtmittel der schweren Geschütze nicht mehr hydraulisch, sondern elektrisch angetrieben, was eine weitere Gewichtsersparnis brachte. Dazu kamen acht 15-cm-L/35-Krupp-C/86-Kanonen in Kasematten. Als leichte Waffen zur Torpedobootsabwehr wurden zwölf 4,7-cm-L/44-Skoda-Schnellfeuerkanonen und sechs 4,7-cm-L/33-Hotchkiss-Schnellfeuergeschütze aufgestellt. Ergänzt wurde die Bewaffnung durch vier 45-cm-Überwasser-Torpedorohre.

Geschützt wurde der Panzerkreuzer durch einen Gürtelpanzer von 100 mm und ein Panzerdeck von 38 bis 57 mm Stärke. Die Panzertürme auf den schweren Geschützen waren 40 mm stark, ihre Barbetten 100 mm. Die Kasematten hatten 80 mm Panzerschutz, der Kommandoturm 20 bis 50 mm.
Die Antriebsanlage bestand aus vier Doppelender- und zwei Einender-Zylinderkesseln und zwei stehenden 3-Zylinder-Dreifach-Expansionsmaschinen, die 9000 PSi auf zwei Schrauben erzeugte und eine Geschwindigkeit von 18,9 kn ermöglichte.
Die Kiellegung des Neubaus bei STT erfolgte am 1. Juli 1891, der Stapellauf fand am 29. April 1893 statt und am 24. März 1895 wurde das Schiff in Dienst gestellt.
Die Baukosten für die SMS Maria Theresia waren im Vergleich zu den beiden bereits vorhandenen Torpedo-Rammkreuzern um 25 % höher und beliefen sich auf 7,5 Millionen Kronen. Sie sollte die typischen Aufgaben eines Panzerkreuzers übernehmen – Schutz der Schlachtflotte und schnelle Aufklärung – war jedoch kurz nach der Indienststellung bereits den potentiellen Gegnern in Bewaffnung und Schnelligkeit nicht mehr gewachsen.
Im Jahre 1910 unterzog man das Schiff einer Kampfwertsteigerung, da es als Schulschiff weiterhin seinen Dienst versehen sollte. Die beiden kopflastigen Röhrenmasten wurden durch Gefechtsmasten ersetzt, die Krupp-Geschütze gegen 19-cm-Škoda-Geschütze ausgetauscht. Der Panzerschutz der Barbetten der schweren Geschütze wurde auf 125 mm verstärkt. Die Kasemattgeschütze wurden an den vier Ecken des Aufbaudecks zusammengefasst und zu Schnellladekanonen modernisiert. Die leichte Bewaffnung wurde auch anders angeordnet.

## Einsatzgeschichte
Am 24. März 1895 stellte der Panzerkreuzer Kaiserin und Königin Maria Theresia als Flaggschiff der Kreuzerdivision des sogenannten Sommergeschwaders in Dienst. Nach Übungen mit dem Geschwader in Anwesenheit des Kaisers Franz Joseph I. verließ sie am 17. Mai Pola mit einem Teil der Division unter dem Befehl von Erzherzog Karl Stephan zur Teilnahme an der Eröffnung des Nord-Ostsee-Kanals.

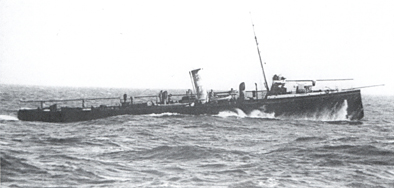
Die in Österreich gebaute Trabant

Begleitet wurde sie vom Kreuzer Kaiser Franz Joseph I. und dem Torpedoschiff Trabant. Über Gibraltar lief der Verband nach Norden und geriet in sehr schweres Wetter. Die Kaiserin und Königin Maria Theresia hatte zeitweise 35° Schlagseite. Die Trabant erlitt einen Maschinenschaden und musste El Ferrol als Nothafen anlaufen. Die beiden Kreuzer liefen Brest am 1. Juni an. Trabant traf zwei Tage später ein, ging aber ins Dock zu notwendigen Reparaturen. Die Kreuzer liefen am 6. weiter nach Kiel, wo sie am 11. Juni eintrafen und bis zum 22. verblieben. Die Trabant, die nach erfolgter Reparatur in Brest auch noch Hamburg angelaufen hatte, schloss sich am 20. wieder dem Verband an. Der Rückmarsch erfolgte über Plymouth, wo die Trabant nach einem Besuch des dänischen Marinestützpunktes Frederikshavn wieder aufschloss. Auf der Weiterfahrt ging das Torpedoschiff als Postholer noch nach Brest. Ab Gibraltar lief der Verband dann geschlossen in die Heimat und erreichte am 15. Juli Pola. Der Panzerkreuzer wurde dann am 14. September aufgelegt, um am 31. März 1896 wieder für das Sommergeschwader in Dienst zu kommen.

### Einsatz vor Kreta
Am 27. Mai 1896 verließ der Panzerkreuzer Teodo, um angesichts gestiegener griechisch-türkischer Spannungen nach Kreta zu verlegen. Der Aufstand der griechischen Bevölkerung der Insel gegen die Türken wurde von den europäischen Mächten nicht unterstützt, die durch die Anwesenheit ihrer Schiffe eine Einmischung und Versorgung der Aufständischen mit Waffen verhinderten. Der Panzerkreuzer verblieb vom 29. Mai bis zum 26. Juli vor Canea. Nach einem kurzen Besuch in Piräus wurde er vom 31. Juli bis zum 8. Oktober weiter vor Kreta eingesetzt und lag zeitweise vor Kandia, Rethymno, Canea und in der Suda-Bucht. Am 10. und 11. Oktober besuchte die Kaiserin und Königin Maria Theresia noch das damals türkische Saloniki, ehe sie über Teodo und die dalmatinische Küste bis zum 22. Oktober nach Pola zurücklief.

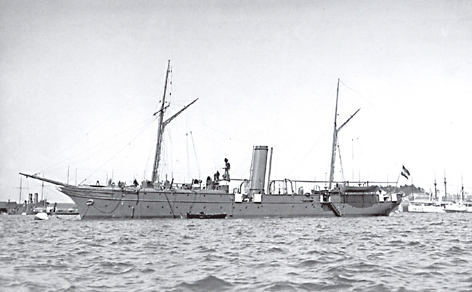
Das Kanonenboot Sebenico

Die andauernden Spannungen zwischen Griechenland und dem Osmanischen Reich führten zu einer erneuten Ausreise des Schiffes schon am 4. November 1896. Die Kaiserin und Königin Maria Theresia kehrte nach Saloniki (8. November bis 27. Dezember) zurück und lief dann über das damals noch türkische Sigri auf Lesbos nach Smyrna. Ab dem 8. Jänner 1897 lief sie dann auf der türkischen Seite der Ägäis bis nach Rhodos (14. Jänner) und dann wieder Canea auf Kreta. Am 24. Jänner verlegte der Kreuzer nach Piräus, wo am 29. auch das Torpedokanonenboot k.u.k.SMS Sebenico eintraf. Beide Schiffe verlegten am 4. Februar nach Canea.
Die Landung griechischer Truppen am 15. Februar 1897 auf Kreta führte zum offenen Ausbruch des Türkisch-Griechischen Kriegs und zu einem Eingreifen der Großmächte zur Neutralisierung Kretas. Russland, Frankreich, Großbritannien, Italien und Österreich-Ungarn besetzten Teile der Insel und griffen gelegentlich auch in die Kämpfe zwischen den Griechen und den Türken ein. Die k.u.k. Kriegsmarine bildete den drittgrößten Marineverband vor Kreta, der bis zu 16 Einheiten umfasste. Zu der als Flaggschiff dienenden Kaiserin und Königin Maria Theresia und der Sebenico stießen noch das Turmschiff Kronprinzessin Erzherzogin Stephanie, die Torpedokreuzer Tiger und später auch Leopard, die Torpedoschiffe Satellit, Blitz und Komet sowie nach und nach acht Torpedoboote und das Werkstattschiff Cyclop. Am 21. Februar griff der Panzerkreuzer mit seiner Artillerie in die Landkämpfe bei Akrotiri ein und besetzte am 25. mit einem Landungskorps Kandia. Im März erfolgte erneut ein Einsatz gegen Landziele. Die österreichischen Einheiten wechselten mehrfach ihre Positionen im Einvernehmen mit der internationalen Führung des Blockadegeschwaders. Im August traf noch der Geschützte Kreuzer Kaiser Franz Joseph I. und schließlich im September das neue Küstenpanzerschiff Wien zur Ablösung der Kaiserin und Königin Maria Theresia ein. Der kommandierende Admiral der Eskadre, Konteradmiral Johann Edler von Hinke wechselte am 9. September auf See auf die Wien und die Maria Theresia traf am 13. September 1897 in Pola ein, wo sie am 20. außer Dienst stellte.

### Einsatz in der Karibik
Nach einer Besichtigung durch den österreichischen Thronfolger Erzherzog Franz Ferdinand verließ die Kaiserin und Königin Maria Theresia am 9. Mai 1898 Pola Richtung Westindien aus Anlass des Spanisch-Amerikanischen Krieges. Sie lief über Gibraltar, Las Palmas, St. Vincent, Fort de France und St. Lucia bis zum 23. Juni nach Kingston (Jamaika). Von dort lief sie nach Kuba und holte neben Akten des dortigen Konsulats 83 Flüchtlinge mit Booten aus Santiago de Cuba, die sie nach Kingston transportierte. Vom 14. bis zum 19. Juli war sie dann in Havanna, um das dortige Konsulat zu unterstützen. Nach dem Waffenstillstand zwischen Spanien und den USA begann der Panzerkreuzer am 29. August seine Rückreise in Kingston. Es wurden Bermuda, Ponta Delgada und dann Tanger angelaufen, wo man ältere Ansprüche des Konsulats durchsetzte. Über Gibraltar erreichte das Schiff nach einer Reise über 14.178 sm am 9. Oktober 1898 wieder Pola.
 Im November nahm sie noch an Übungen vor der dalmatinischen Küste teil und im Dezember wurden auf ihr Versuche mit einer Marconi-Funkstation unternommen. Ab April 1899 wurden weitere Überholungen und Verbesserungen durchgeführt.

### Einsatz in Ostasien

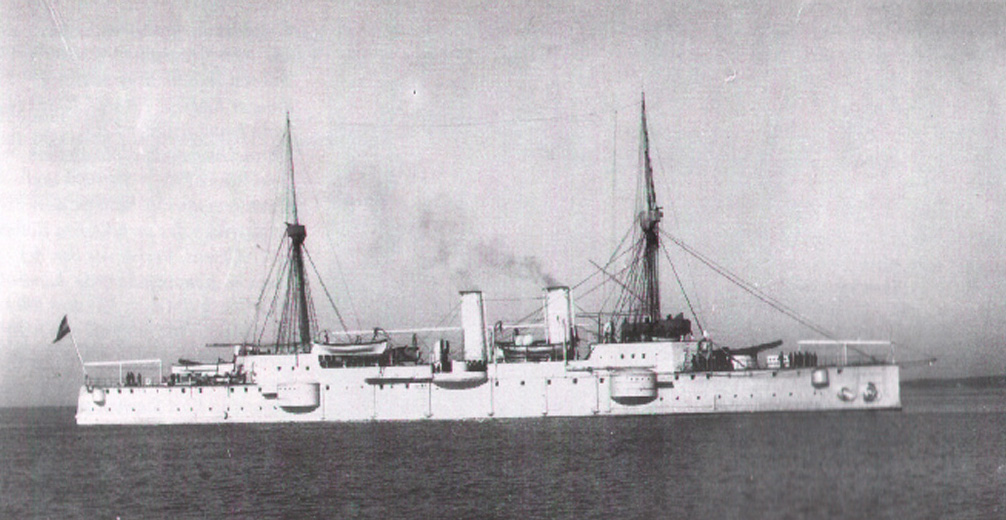
Die Kaiserin Elisabeth

Am 23. Mai 1900 wurde die Kaiserin und Königin Maria Theresia für den normalen Flotteneinsatz wieder in Dienst gestellt. Die Nachrichten vom Boxeraufstand in China führten am 23. Juni zu ihrer Entsendung nach China, wo sie mit den internationalen Einheiten zusammenwirken sollte. Auf der Ostasienstation befand sich seit dem Herbst 1899 der Geschützte Kreuzer Zenta. Am 24. Juli entsandte die k.u.k. Kriegsmarine dann noch die Kreuzer Kaiserin Elisabeth, die erst im Jänner aus dem Fernen Osten zurückgekehrt war, und Aspern.

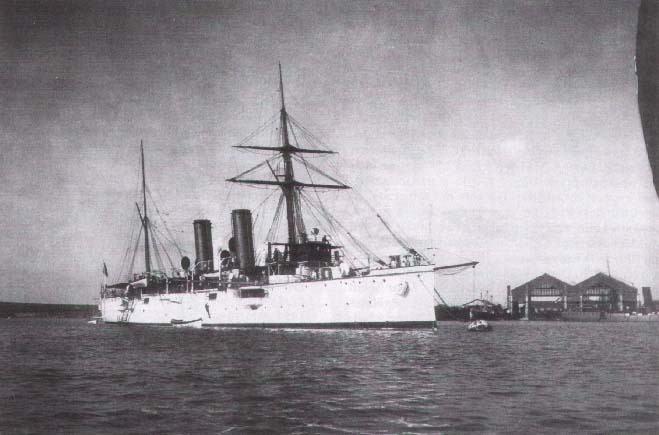
Die Zenta 1899

Die Maria Theresia traf nach einer Reise durch den Sueskanal und über Aden, Colombo, Singapur, Hongkong und Shanghai am 7. August auf der Reede vor Taku ein und setzte ein Landungskorps von 160 Mann mit zwei Kanonen an Land. Die ebenfalls vor Taku liegende Zenta hatte bereits im Juni zwei Kontingente von 103 Mann an Land gegeben. Davon waren vier Mann in Peking gefallen, darunter der Kommandant des Kreuzers. Die in der Heimat Ende Juli abgegangene Kaiserin Elisabeth und Aspern trafen unter Rudolf Graf Montecuccoli am 7. und 8. September auch vor Taku ein und setzten weitere Truppen an Land. Die Maria Theresia blieb bis Anfang Dezember im Gelben Meer, um dann zu Wartungsarbeiten nach Japan zu laufen. Am 6. Februar 1902 traf sie in Shanghai ein und unterstützte die internationalen Interventionskräfte. Am 10. kam die Aspern aus dem Gelben Meer hinzu, die allerdings durch einen britischen Dampfer bald beschädigt wurde. Am 22. traf dann auch die Zenta ein, die eine Reise nach Bangkok durchgeführt hatte. Anfang März machte der Panzerkreuzer eine Fahrt Jangtse aufwärts bis Nanjing, um dann auf dem Marsch mit der Zenta zum Gelben Meer vom 15. bis zum 17. März erstmals den deutschen Stützpunkt Tsingtau zu besuchen.
Am 30. April liefen Maria Theresia, Elisabeth und Zenta Chemulpo an, wo auch noch der Torpedokreuzer Leopard eintraf, der über Australien und die Südsee nun die Kräfte vor China verstärkte. Am 6. Mai verließen die vier österreichischen Kreuzer den koreanischen Hafen wieder. Die Maria Theresia ging mit Elisabeth und Zenta nach Nagasaki, wo am 12. Mai der spätere Flottenchef Anton Haus ihren Kommandanten Victor Bless von Sambuchi ablöste. Unter seinem Kommando lief sie dann wieder nach Shanghai und Jangtse aufwärts als bis dahin größtes Schiff bis nach Hankau, wo sie vom 27. Mai bis 5. Juni blieb. Im Juli und August war der Panzerkreuzer meist im Gelben Meer, wo am 28. Juli in Chefoo die Kaiserin Elisabeth und Zenta ihren Rückmarsch in die Heimat begannen. Mit der schon Mitte Juni abberufenen Leopard liefen sie am 1. Oktober in Pola ein. Die Maria Theresia besuchte vom 10. bis 15. September den russischen Stützpunkt Wladiwostok und wurde im Oktober in Uraga im Dock überholt. Sie ging dann wieder ins Gelbe Meer, besuchte vom 5. bis 8. Dezember erneut Tsingtau und ging dann nach Shanghai, wo am 21. auch die in Japan überholte Aspern eintraf, die am 2. Jänner 1902 in die Heimat entlassen wurde.
Bis Oktober 1902 war die Kaiserin und Königin Maria Theresia nun das einzige Schiff der k.u.k. Kriegsmarine in Ostasien. Sie besuchte im Mai noch Tsingtau und einige koreanische Häfen, ehe sie am 3. Oktober in Hongkong ihren Rückmarsch in die Heimat begann. Nach einem Besuch von Saigon traf sie in Singapur mit dem ablösenden Panzerkreuzer Kaiser Karl VI. zusammen. Die beiden Kreuzer trennten sich am 28. Oktober und die Maria Theresia setzte über Penang, Ceylon, Aden und den Suez-Kanal ihre Heimreise bis zum Einlaufen in Pola am 9. Dezember fort. Am 17. Dezember 1902 wurde der Panzerkreuzer Kaiserin und Königin Maria Theresia vorläufig außer Dienst gestellt.

### Umbauten und weitere Einsätze
In den Jahren 1903 und 1904 wurde das Schiff umgebaut. Die Röhrenmasten und ihre Kampfstände wurden entfernt. Die Artillerie und die Magazine wurden verbessert, um höhere Feuergeschwindigkeiten zu ermöglichen. Die Antriebsmaschinen wurden überholt und neue Generatoren eingebaut. Dazu erhielt der Kreuzer eine Funkanlage. Am 15. Oktober 1904 wurde der Panzerkreuzer wieder in Dienst gestellt, lief allerdings schon 20 Tage später am 4. November auf. Bis zum Juli 1905 wurden der Boden und das Heck des Schiffes repariert sowie vier Schraubenblätter ersetzt. Nach fünfmonatigem Einsatz in der Flotte gehörte der Kreuzer ab Dezember 1905 zur Reserve im Arsenal von Pola. Bis zum Sommer 1910 erfolgten mehrere Umbauten zur Kampfwertsteigerung. Die schwere Artillerie wurde ausgetauscht und die Mittelartillerie modernisiert und neu aufgestellt. Die ursprünglichen Schwalbennester wurden entfernt.
Am 15. Juni 1910 kam der Panzerkreuzer als Flaggschiff des Kreuzergeschwaders wieder in Dienst. Dann der Reserveflotte zugeteilt, machte die Kaiserin und Königin Maria Theresia vom 28. Februar bis 1. Juni 1911 eine Reise in die Levante, durch die Ägäis und nach Palästina. Längere Aufenthalte waren vom 16. bis zum 27. März in Saloniki, vom 1. bis zum 19. April in Smyrna sowie vom 9. bis 19. Mai in Beirut. Ende Mai wurde in Syra die Besatzung der SMS Taurus (III), des Stationsschiffes in Konstantinopel, ausgetauscht. Am 1. Juni kehrte die Maria Theresia nach Pola zurück und wurde in der Werft Veränderungen unterzogen, da sich die neue Ventilierung des Rumpfes nicht bewährt hatte. Auch waren an den Geschützen der Mittelartillerie weitere Verbesserungen notwendig. Mitte September 1911 wurde sie dann als Stationsschiff für die Levante-Station eingeteilt. Am 14. September ging sie zum Stationsgebiet in See und lief wieder viele Häfen an. Längere Aufenthalte fanden vom 6. Oktober bis zum 12. Dezember in Piräus, vom 22. Dezember bis zum 14. Jänner 1912 in Alexandria, vom 17. bis zum 30. Jänner 1912 in Beirut und vom 7. bis zum 19. März 1912 in Smyrna statt. Während des Aufenthalts in Piräus wurde der Kommandant vom griechischen König Georg empfangen. Am 28. April traf der Kreuzer dann wieder vor der dalmatinischen Küste ein.
 Die nächste Fahrt ins Stationsgebiet begann am 2. September mit längeren Aufenthalten vor Beirut (14. September bis 1. Oktober), Alexandria (8. Oktober bis 1. November) und Saloniki (ab 4. November). Bei Ausbruch des Balkankriegs befand sich der Panzerkreuzer vor Saloniki. Mit seinen Booten evakuierte der Kreuzer Flüchtlinge aus Bosnien zu auf der Reede liegenden österreichischen Schiffen. Am 4. Dezember verließ der Panzerkreuzer Saloniki und kehrte bis zum 6. nach Pola zurück.
Es folgte noch eine weitere Fahrt in das Stationsgebiet, zu der die Kaiserin und Königin Maria Theresia zusammen mit der Kaiserin Elisabeth am 17. Februar 1913 Pola verließ. Während dieser Reise lag der Panzerkreuzer vom 21. Februar bis zum 5. März in Smyrna und half am 27. bei der Bekämpfung eines Großfeuers in der Stadt. Die Elisabeth war schon am 23. weiter nach Konstantinopel gelaufen, wo sie bis Mitte Juni verblieb. Die Maria Theresia verlegte über Syra nach Saloniki, wo sie vom 8. bis zum 25. März verblieb. Am 9. März wurden die Heimatgewässer bei Cattaro erreicht und am 26. Mai 1913 wurde der Panzerkreuzer außer Dienst gestellt. Eine für das Frühjahr 1914 geplante Ausbildungsreise der Kaiserin und Königin Maria Theresia mit Kadetten fiel wegen Maschinenproblemen aus.

### Einsatz im Weltkrieg
Bei Beginn des Ersten Weltkrieges war der Panzerkreuzer nicht mehr kampffähig. 1914–1917 war er daher Hafenwachschiff in Sebenico. Am 7. Februar 1917 wurde die SMS Kaiserin und Königin Maria Theresia in Pola außer Dienst gestellt. Ihre Geschütze wurden ausgebaut und an Land verwendet. Das Schiff wurde bis zum Kriegsende als Wohnschiff für die deutsche Mittelmeer-U-Boot-Flottille (30 Offiziere, 320 Mann) genutzt.

## Endschicksal
Ende Jänner 1920 wurde der Kreuzer von der alliierten Marinedelegation in Paris Großbritannien zugesprochen, das es an das italienische Stahlwerk Vaccaro & Co. zum Abbruch verkaufte. Es wurde nach Portoferraio (Elba) geschleppt und dort abgewrackt.
- Anmerkung:

Der Authentizität wegen werden die Ortsnamen in der Schreibweise der k.u.k. Kriegsmarine aufgeführt. Die Verlinkungen verweisen auf die heutigen Gegebenheiten.